# Seznam osebnosti iz Občine Jezersko
Seznam osebnosti iz občine Jezersko vsebuje osebnosti, ki so se tu rodile, umrle ali delovale. 
Občina Jezersko ima dve naselji: Zgornje Jezersko in Spodnje Jezersko. Zaradi svoje geografske lege je Občina Jezersko obdana z naravo in gorami, zato veliko osebnosti prihaja iz področja športa, in sicer alpinizma in smučanja.

## Religija
- Bartolomeus Hobel ( – 1867 Koroška)
- Vinko Gostiša

## Politika
- Ivan Gutman, politik (1808, Mokronog – 1875, Zgornje Jezersko) (SB)
- Franc Muri, politik, župan (1846, Zgornje Jezersko – 1926, Zgornje Jezersko) (SB)
- Milan Kocjan, prvi župan Občine Jezersko, mizar, napisal je knjigo S srcem za Jezersko (1944, Zgornje Jezersko (SB)
- Drejc Karničar, župan, alpinist, alpinistični smučar, profesor športne vzgoje (1970, Zgornje Jezersko) (SB)
- Jurij Rebolj, župan občine Jezersko (1975, ?)

## Kmetijstvo
- Janez Zaplotnik, agronom, genetik (1901, Spodnje Jezersko – 1972, Ljubljana) (SB)
- Leon Šenk, veterinar, patolog (1926, Jezersko – ??, ??)

## Kultura
- Ariana Debeljak, ustanoviteljica Kulturnega društva Ariana na Jezerskem, glasbenica, pevka (?, ? – ?, ?)
- Marie Gebauerová, pisateljica, napisala roman Rod Jurija Klemenčiče na podlagi kmečkega življenja na Jezerskem (1869, Pardubice Češka – 1928, Praga Češka)
- Joža Vovk, duhovnik, pisatelj, pesnik (1911, Češnjica pri Kropi – 1957, Zgornje Jezersko)

## Šolstvo
- Ivo Serajnik, učitelj na Jezerskem 1936 – 1939 (?, Ptuj – ?, ?)

## Planinstvo
- Franci Ekar, alpinist, starešina Lovske družine (LD) Jezersko, predsednik Občinskega odbora Združenja borcev za vrednote NOB (1942, Preddvor)
- Davorin Karničar, alpinist, alpski smučar (1962, Zgornje Jezersko – 2019, Zgornje Jezersko) (SB)
- Luka Karničar, alpinist, gorski reševalec (1956, Zgornje Jezersko – 1997, Severna stena Turske gore) (SB)
- Viktor Krč, alpinist, prvi oskrbnik Cojzove koče in Češke koče, jezerski župan, cerkovnik, organist (1906, Jezersko – 1941-1945, ?) (SB)
- Jernej Krč, alpinist, gorski vodnik, župan (1871, Kokra – 1925, Zgornje Jezersko) (SB)
- Ferdinand Majnik, alpinist in smučarski učitelj (1905, Lesce – 1944 Godovič)
- Rado Markič, alpinist, gorski reševalec (??, Jezersko – 1997, Okrešelj)
- Andrej Karničar, oskrbnik Češke koče in pripovedovalec (1923, Zgornje Jezersko – 1998, Jezersko)
- Tone Polc, meteorolog na Kredarici, preseljen na Jezersko (1927, Šenčur – 2020, Zgornje Jezersko)
- Edvard Höfler, inženir, ponesrečil se je na Kočni (1910, ?? – 1980, Kočna)
- Karel Chodounský, zdravnik, farmakolog, gornik, organizator planinstva. Bil je predsednik Češke podružnice Slovenskega planinskega društva, s svojim delovanjem je pripomogel k razvoju slovenskega in češkega planinstva. (1843, Bakov nad Jizerou – 1931, Praga) (SBL)
- Vinko Tepina, alpinist, župan (1889, Jezersko – 1960, Jezersko)